# Напади у Мадриду 11. марта 2004.
Напади у Мадриду 11. марта 2004. (познати и као 11-М или 11/3) били су серија координираних експлозија бомби на систем јавног железничког превоза у Мадриду, главном граду Шпаније, који су убили 193 и ранили 2.050 грађана. Напади се сматрају најтежим терористичким злочином на тлу континенталне Европе у историји. На најмасовнијим демонстрацијама у историји те земље окупило се преко осам милиона људи широм Шпаније, који су протестовали против тероризма. Три месеца касније у Италији је ухапшен Египћанин Рабеи Осман Сајед Ахмед, осумњичен за организовање тих напада, а због припремања терористичких напада у Белгији је притворено 15 особа.

## Напади
Тринаест бомби експлодирало је ујутро, 11. марта 2004. на четири путничка воза која су путовала југоисточним деловима Мадрида. Ти возови су били препуни студентима и радницима, а експлозије су се догодиле током времена највећег промета ујутро, на три различите железничке станице, што је допринело великом броју жртава. Много лешева је лежало на шинама кад су спасиоци стигли. Сила експлозија девастирала је возове и одбацила делове лешева у ваздух.

## Одговорност за нападе
Убрзо је за серију координираних напада од стране шпанских власти оптужена баскијска сепаратистичка група ЕТА. Та група је одбацила одговорност, и сумња је пала на исламске екстремисте кад је полиција пронашла један комби са детонаторима и стиховима из Курана у њему. Касније, једно писмо, наводно Ал-Каидино, дошло је арапском листу Ал-Кудс у Лондону преузимајући одговорност за масакр. Одговорност Ал-Каиде потврђена је проналаском једне касете са поруком те организације. Месец дана касније 4 терориста детонирало је експлозив у једној згради убивши себе и једног специјалца током полицијске операције.
Бомбе на возовима детониране су уз помоћ мобилних телефона са при-пејд картицом. Свака од њих се састојала од по 10 kg украденог индустријског експлозива Гома-2, заснованог на нитроглицеринској бази.

## Последице
Шпански председник владе Хосе Марија Азнар прогласио је тродневну жалост. Његова влада је убрзо пала на изборима, због лошег хватања у коштац са последицама напада, па је на његово место дошла нова влада социјалисте Запатера. Он убрзо повлачи војнике из Ирака, због притиска јавности у Шпанији око легалности мисије њихових војника у тој земљи. Постојала је сумња како је разлог за нападе било шпанско војно учешће у Ираку.